# Taphozous georgianus
Taphozous georgianus é uma espécie de morcego da família Emballonuridae. Endêmica da Austrália.